# Алтынарык (Жетысуская область)
Алтынарык (каз. Алтынарық) — село в Аксуском районе Жетысуской области Казахстана. Входит в состав Жансугуровского сельского округа. Код КАТО — 193230200.
Село расположено у автодороги A-3 примерно в 5 км к западу от села Жансугуров.

## Население
В 1999 году население села составляло 822 человека (419 мужчин и 403 женщины). По данным переписи 2009 года, в селе проживало 705 человек (357 мужчин и 348 женщин).